# Wanstead Park
Wanstead Park est un parc municipal couvrant une superficie d'environ 57 hectares, à Wanstead, dans le Borough londonien de Redbridge. C'est également un quartier du London Borough of Redbridge, qui était dans l'Essex jusqu'en 1965. 
Il est administré dans le cadre de la forêt Epping par la City of London Corporation, après avoir été acheté par la Société en 1880 à Henry Wellesley, 1er Earl Cowley.  

## Histoire
Le parc d'aujourd'hui faisait autrefois partie du parc aux cerfs de l'ancien manoir de Wanstead, qui comprenait une grande partie de la zone urbanisée maintenant connue sous le nom de Wanstead. Le parc actuel conserve une partie de la configuration de son ancienne existence en tant que terrain du manoir Wanstead, bien que la limite ouest du parc se trouve à environ 330 mètres à l'est du site de la maison. En 1992, un plan de gestion a été lancé pour tenter de rétablir quelque chose rapprochant du terrain d'une Grande Maison. 
Le parc est de grade II (inscrit au Registre des parcs et jardins historiques). 

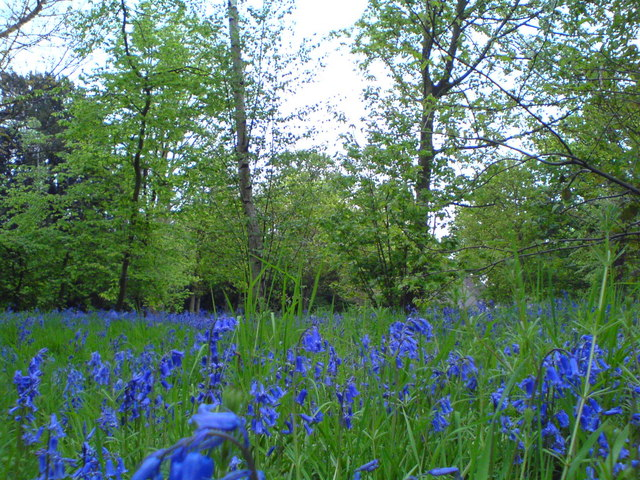
Bluebells à Wanstead Park

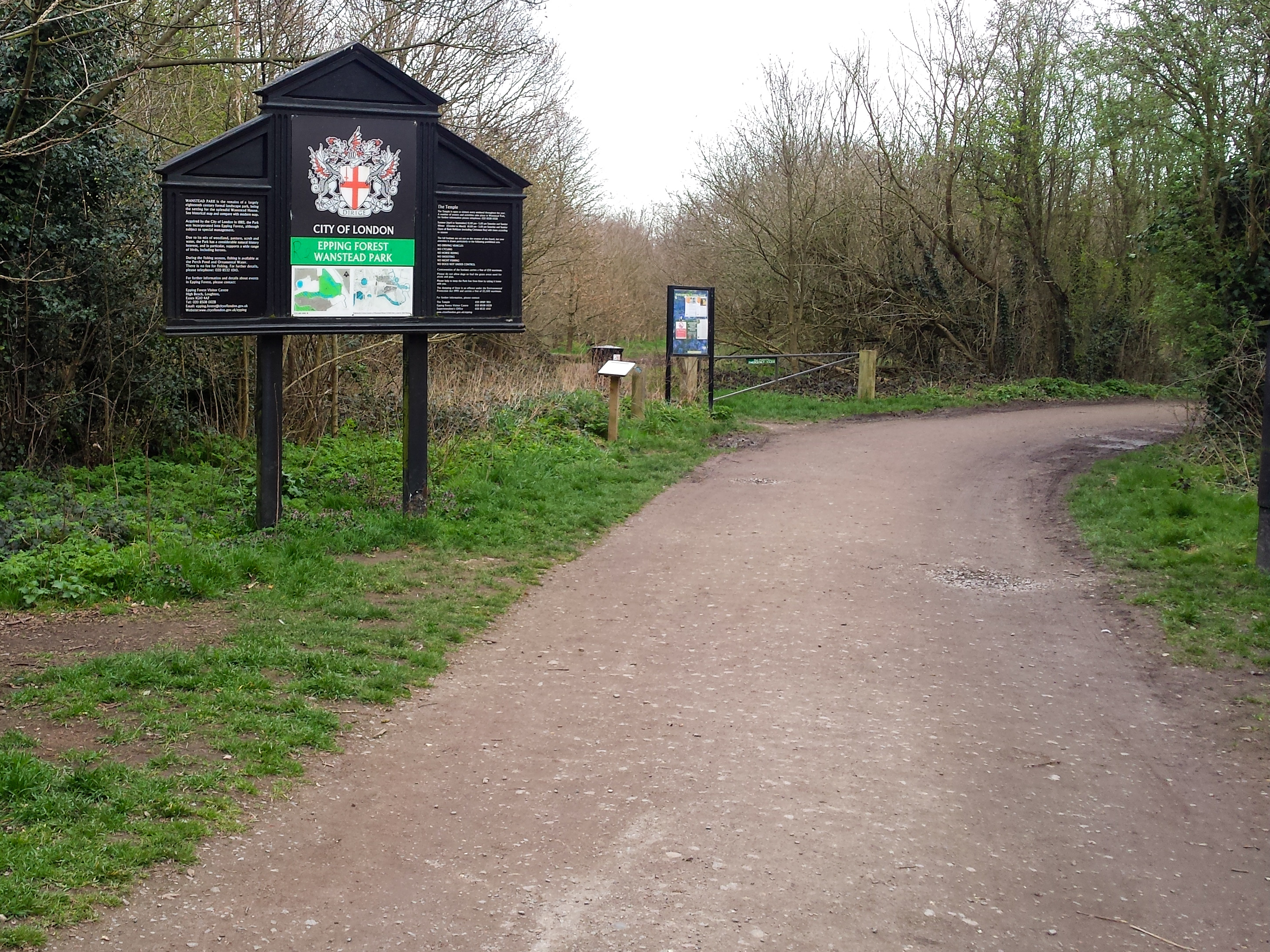
Entrée du parc Wanstead.